# Aimbot
Aimbot (av engelskans aim, sikta och bot, robot) är en typ av fuskprogram till multiplayer first person shooter-spel som siktar på motståndarna (oftast huvudet) åt spelaren. I många spel ger olika delar av kroppen olika mycket skada, dessa zoner kallas hitboxes, aimbots ges ytterligare övertag i sådana spel.

## Bekämpning
Alla stora multiplayer first person shooter-spel har olika system (anti-cheats) för att förhindra dessa sorter av fusk (till exempel Punkbuster, Valve Anti-Cheat och Easy Anti-Cheat). Man kan se på någon som använder aimbot att han oftast har hög ping eller att hans sikte skakar. Ett annat tecken kan även vara att hans sikte helt plötsligt dras mot en vägg, och följer en viss höjd vänster eller höger (aimboten hittat ett mål och börjat sikta). Det gäller alltså för den som fuskar att kunna dölja det bra.